# Arroyo Guaje
Arroyo Guaje är en ort i Mexiko.   Den ligger i kommunen San Felipe Jalapa de Díaz och delstaten Oaxaca, i den sydöstra delen av landet, 300 km sydost om huvudstaden Mexico City. Arroyo Guaje ligger 239 meter över havet och antalet invånare är 174.
Terrängen runt Arroyo Guaje är varierad. Runt Arroyo Guaje är det ganska tätbefolkat, med 185 invånare per kvadratkilometer. Närmaste större samhälle är Isla Soyaltepec, 18,6 km norr om Arroyo Guaje. I omgivningarna runt Arroyo Guaje växer i huvudsak städsegrön lövskog.